# Харалд Вайнрих
Харалд Вайнрих (на немски: Harald Weinrich) е немски филолог романист, лингвист, есеист и поет. Преподавател по романска филология и по немски език като чужд. Неговата „Текстова граматика на немския език“, публикувана за първи път през 1993 година, се счита за еталон в чуждоезиковото обучение.

## Биография
Роден е на 24 септември 1927 година във Визмар, Германия. След професури в университетите в Кил, Кьолн, Билефелд и Мюнхен, Харалд Вайнрих става професор по романска филология в Колеж дьо Франс в Париж. Той е гостуващ професор в университетите на Мичиган и Принстън, както и сътрудник на Центъра за академични изследвания в Берлин. Заемал е преподавателското кресло на Галилей в университета в Пиза.
Член е на национални и международни научни академии, както и на ПЕН клубове.

## Някои идеи
Постоянна тема в творчеството на Вайнрих е темата за времето като ценност. Оттам – за забравата и припомнянето. Затова не е случайно, че сред оскъдните цитирания от български филолози името му се появява с мисъл като:
| „ | Времето е ценност. Парите – не винаги. | “ |

## Отличия
Вайнрих е почетен доктор на университетите в Билефелд, Хайделберг и Аугсбург. Награди:
- 1977: награда „Зигмунд Фройд“ за научна проза;
- 1990: „Награда Фридрих Меркер“ за есеистика
- 1992: награда „Карл Фослер“;
- 1993: „Награда Братя Грим“ на град Ханау;
- 1996: награда „Ернст Хелмут Витс“ на Вестфалския университет в Мюнстер;
- 1997: „Ханзейска награда Гьоте“
- 2003: „Награда Йозеф Брайтбах“.

## Избрани трудове
- 1956: Das Ingenium Don Quijotes („Остроумието на Дон Кихот“)
- 1958: Phonologische Studien zur romanischen Sprachgeschichte („Фонологически студии по романска езикова история“)
- 1964: Tempus – Besprochene und erzählte Welt („Темпус – разгледаният и разказан свят“)
- 1965: Linguistik der Lüge („Лингвистика на лъжата“)
- 1971: Literatur für Leser („Литература за читателя“)
- 1982: Textgrammatik der französischen Sprache („Текстова граматика на френския език“)
- 1985: Wege der Sprachkultur („Пътища на езиковата култура“)
- 1993: Textgrammatik der deutschen Sprache („Текстова граматика на немския език“)
- 1997: Lethe. Kunst und Kritik des Vergessens („Лета. Изкуството и критиката на забравата“)
- 2001: Kleine Literaturgeschichte der Heiterkeit („Кратка история на веселието“)
- 2004: Knappe Zeit. Kunst und Ökonomie des befristeten Lebens („Недостатъчното време. Изкуство и икономия на временния живот“)
- 2007: Wie zivilisiert ist der Teufel? Kurze Besuche bei Gut und Böse („Как е цивилизован дяволът? Кратък опит върху доброто и злото“)
- 2008: Vom Leben und Lesen der Tiere. Ein Bestiarium („За живота и четенето на животните. Бестиарий“) ISBN 978-3-406-57822-9